# Phosphocholine
La phosphocholine est un intermédiaire de la biosynthèse de la phosphatidylcholine. Elle est formée par la choline kinase par phosphorylation de la choline à l'aide d'ATP.
On la trouve également par modification post-traductionnelle des nématodes dans le placenta humain pour neutraliser la réponse immunitaire de l'hôte,. C'est également l'une des cibles auxquelles se lie la protéine C réactive (CRP), permettant d'identifier les cellules endommagées pour phagocytose ultérieure dans le cadre de la réponse immunitaire.